# Véhicules de la Police nationale (France)
Les véhicules de la Police nationale rassemblent différentes sortes de véhicules et d'engins.

## Première sérigraphie, ditePie(1955-1980)
La Police nationale utilise des véhicules à la carrosserie bi-ton blanche et noire, appelé « pie » en référence à la pie bavarde, espèce d'oiseau noire et blanche. Généralement, le capot et les portes sont noires, tandis que le toit et les ailes sont blanches, permettant de peindre plus facilement les véhicules.
La Renault 4CV est la première voiture à réellement équiper les forces de police. Avant, les policers se déplaçaient en vélo, voire en autocars lors de manifestations. En 1952, la police missionne la société Currus de modifier le modèle, principalement par l'installation de portières échancrées permettant de sortir plus rapidement de la voiture pour les interpellations. Le châssis et la mécanique sont également améliorés.
Les gyrophares utilisés sont d'abord orange, puis deviennent bleu à partir de 1971.

### Véhicules de patrouille
| Véhicule                   | Image | Notes | Service     |
| -------------------------- | ----- | --- | ----------- |
| Renault 4CV                |       | Modèle amélioré avec un châssis renforcé, une culasse et un échappement spécifique. Des portières échancrées sont installées. | 1955 -      |
| Renault Dauphine           |       | Modèle avec un échappement spécial et la mise en place dans le coffre avant de deux batteries pour alimenter le poste émetteur, le gyrophare orange et le phare additionnel. | 1958 -      |
| Citroën ID 19              |       | Avec une conception trop moderne, les mécaniciens de la police de Paris ne peuvent la réparer à moindres coûts. De plus, son système hydraulique retarde les départs en urgence et son gabarit est jugé trop important, le prototype n'est donc pas retenu. Six exemplaires sont gardés pour patrouiller sur l'autoroute A 106. | 1959 - 1960 |
| Renault 8                  |       | | 1962 -      |
| Simca 1000                 |       | Arrivée en même temps que la Renault 8, elle est moins privilégiée par les services de police et est vite remplacée. | 1962 -      |
| Simca 1100                 |       | Assez robuste et rapide, elle devient vite un véhicule d'intervention. Elle est remplacée par la Renault 14. | 1968 - 1978 |
| Renault 11 (phase 1)       |       | |             |
| Renault 11 (phase 2)       |       | |             |
| Renault 14 (phase 1)       |       | | 1976 -      |
| Renault 14 (phase 2)       |       | | 1980 -      |
| Peugeot 305 Break          |       | |             |
| Citroën Visa II 11 RE      |       | Trop peu puissante, elle sera vite remplacée par la Peugeot 205. | 1982 - 1988 |
| Renault 12 Break (phase 2) |       | Véhicule robuste et plutôt puissant, elle permet d'engager des poursuites. | 1975 -      |
| Peugeot 309 (phase 1)      |       | | 1985 -      |
| Peugeot 205                |       | | 1988 -      |
| Renault 5                  |       | |             |
| Renault 18 (phase 2)       |       | |             |

### Fourgons et utilitaires
| Véhicule       | Image | Notes | Service     |
| -------------- | ----- | --- | ----------- |
| Citroën Type H |       | Premier fourgon cellulaire ou car Police Secours. Les premiers véhicules sont équipés de grillages à l'intérieur du car, mais après mai 68 ils sont posés à l'extérieur du véhicule pour protéger les équipages des éclats de verre, lui valant le surnom de « panier à salade ». Le modèle est équipé par la marque Chausson. | 1960 - 1983 |
| Peugeot J7     |       | |             |
| Peugeot J9     |       | |             |

## Deuxième sérigraphie (1980-2007)[10]
La deuxième sérigraphie abandonne le noir pour ne garder que le blanc. Des bandes réfléchissantes sont apposées sur les véhicules. Sur les côtés, une ligne bleue-rouge-bleue horizontale traverse le véhicule. Sur le capot le texte « police » est inscrit en écriture spéculaire.

Capot avec le texte en écriture spéculaire.
Côtés avec la bande horizontale.

### Véhicules de patrouille
| Véhicule                      | Image | Notes | Service |
| ----------------------------- | ----- | --- | ------- |
| Citroën C8                    |       | |         |
| Peugeot 307 (phase 1)         |       | |         |
| Peugeot 307 (phase 2)         |       | |         |
| Peugeot 307 SW (phase 2)      |       | |         |
| Renault Mégane II (phase 1)   |       | |         |
| Citroën Xsara (phase 2)       |       | |         |
| Peugeot 405 Break (phase 2)   |       | |         |
| Renault Scénic I (phase 2)    |       | |         |
| Land Rover Defender (phase 2) |       | |         |
| Renault 18 Turbo              |       | Elle est instaurée pour les poursuites routières, principalement pour suivre les véhicules signalés volés afin de renseigner et établir des barrages routiers. |         |
| Renault 5 Alpine              |       | |         |
| Peugeot 309 (phase 1)         |       | |         |
| Peugeot 505 Break             |       | |         |
| Renault 19 (phase 2)          |       | |         |
| Renault 21 Nevada (phase 2)   |       | |         |
| Renault Twingo I (phase 1)    |       | |         |
| Renault Supercinq (phase 1)   |       | |         |

### Motocyclettes
| Véhicule      | Image |
| ------------- | ----- |
| BMW R 1150 RT |       |
| BMW F 650 GS  |       |

### Camionnettes, véhicules utilitaires légers
| Véhicule                  | Image | Notes | Service |
| ------------------------- | ----- | ----- | ------- |
| Citroën Jumpy I (phase 2) |       |       |         |
| Citroën C15 (phase 1)     |       |       |         |

### Fourgons et utilitaires
| Véhicule                    | Image | Notes                                                                   | Service |
| --------------------------- | ----- | ----------------------------------------------------------------------- | ------- |
| Citroën Jumper I (phase 1)  |       |                                                                         |         |
| Citroën Jumper I (phase 2)  |       |                                                                         |         |
| Renault Mascott (phase 1)   |       |                                                                         |         |
| Renault Master II (phase 1) |       |                                                                         |         |
| Renault Master II (phase 2) |       | Fourgon utilisé par les services techniques de la Préfecture de Police. |         |

## Troisième sérigraphie (2007-2021)
Depuis 2007, la police est équipée de véhicules avec une sérigraphie plus moderne. Une ligne bleue traverse le véhicule horizontalement puis remonte vers le phare arrière, avec le logo de la police écrit dessus. Une ligne rouge longe cette ligne bleue. Au centre du liseré bleu longeant la bordure entre le capot et le reste de la carrosserie, il est inscrit « Police nationale » en majuscule, avec en dessous le logo. À l'arrière, la moitié du coffre est bleu, avec écrit « Police » en majuscule et une icône indiquant le 17, numéro d'urgence de la police.

Pour être adaptés aux services de police, des véhicules de séries sont aménagés et préparés par la société Gruau.

Capot avec le logo.
Côtés avec la bande latérale.

### Véhicules de patrouille
| Véhicule                           | Image | Notes                                  | Service |
| ---------------------------------- | ----- | -------------------------------------- | ------- |
| Peugeot 307 SW (phase 2)           |       |                                        | 2007 -  |
| Peugeot 308 I (phase 1)            |       |                                        | 2008 -  |
| Renault Mégane III (phase 1)       |       |                                        | 2011 -  |
| Dacia Duster I (phase 2)           |       |                                        | 2014 -  |
| Renault Laguna III (phase 2)       |       |                                        | 2012 -  |
| Renault Scénic II (phase 1)        |       |                                        | 2010 -  |
| Renault Scénic III (phase 1)       |       |                                        | 2012 -  |
| Volkswagen Sharan II (phase 1)     |       | Véhicule de sécurité du Tour de France | 2015 -  |
| Ford Galaxy II (phase 1)           |       |                                        | 2012 -  |
| Ford Galaxy II (phase 2)           |       | Véhicule de sécurité du Tour de France | 2014 -  |
| Ford Galaxy III (phase 1)          |       | Véhicule de sécurité du Tour de France | 2018 -  |
| Ford Focus Mk III Break (phase 1)  |       |                                        | 2013 -  |
| Ford Focus Mk III Break (phase 2)  |       |                                        | 2013 -  |
| Ford C-Max II (phase 2)            |       |                                        | 2016 -  |
| Škoda Octavia III (phase 2)        |       |                                        | 2018 -  |
| Škoda Octavia III Break (phase 2)  |       |                                        | 2018 -  |
| Ford Mondeo III Break (phase 2)    |       |                                        | 2014 -  |
| Renault Mégane IV Estate (phase 1) |       |                                        | 2016 -  |
| Renault Zoé (phase 2)              |       | 1 002 véhicules livrés fin 2020.       | 2020 -  |

### Motocyclettes
| Véhicule         | Image | Notes | Service |
| ---------------- | ----- | --- | ------- |
| Yamaha Cygnus X  |       | |         |
| Peugeot Vivacity |       | |         |
| Yamaha FJR 1300  |       | Quelques modifications sont apportées : bulle plus large, guidons rehaussés, selle monoplace. Conformément à la réglementation en vigueur en France, elles sont bridées à 100 chevaux. 5 000 ont été livrés à l'administration française en 2020 (Gendarmerie et Police nationale). | 2005 -  |
| BMW R 1200 RT    |       | Commandés en 2013, elles sont adaptés par Gruau. Il s'agit du premier deux roues modifiés par l'entreprise pour la Gendarmerie et la Police Natioanle. | 2013 -  |
| Yamaha TDM 900   |       | Yamaha remporte l'appel d'offre en 2012. Les modèles sont directement modifiés par Yamaha dans leur atelier en France. | 2013 -  |

### Camionnettes, véhicules utilitaires légers
| Véhicule                      | Image | Notes | Service |
| ----------------------------- | ----- | --- | ------- |
| Peugeot Expert III (phase 1)  |       | | 2016 -  |
| Renault Kangoo I (phase 2)    |       | | 2008-   |
| Renault Kangoo II (phase 1)   |       | |         |
| Citroën Berlingo II (phase 2) |       | | 2013 -  |
| Peugeot Partner II (phase 2)  |       | | 2013 -  |
| Peugeot Partner II (phase 3)  |       | | 2015 -  |
| Peugeot Rifter (phase 1)      |       | | 2018 -  |
| Renault Trafic II (phase 2)   |       | Modèle équipé de butées en pare-buffle, afin de dégager des véhicules en les poussant, par exemple un véhicule en panne ou accidenté. | 2009 -  |
| Renault Trafic III (phase 1)  |       | Modèle également équipé de butées. | 2014 -  |

### Fourgons et utilitaires
| Véhicule                            | Image | Notes |        |
| ----------------------------------- | ----- | ----- | ------ |
| Ford Transit Mark IV (phase 2)      |       |       | 2008 - |
| Renault Master III (phase 1)        |       |       | 2012 - |
| Iveco Daily 3 (phase 2)             |       |       | 2014 - |
| Renault Master II (phase 2)         |       |       | 2009 - |
| Mercedes-Benz Sprinter II (phase 2) |       |       | 2021 - |

## Quatrième sérigraphie (2021 - )
Fin 2020, le ministère de l'Intérieur annonce que le Peugeot 5008 II (phase 1) est choisi comme nouveau véhicule de référence de la Police nationale, et qu'il sera muni d'une nouvelle couleur.
La nouvelle livrée est grise. Sur les côtés, le nouveau logo de la Police nationale au milieu est entouré de deux formes en flèche, l'une bleue à droite et l'autre rouge à gauche, afin de représenter le drapeau de la France. Au-dessus des poignées de portes, un trait en pointillés réfléchissants longe le véhicule. Sur le capot se situe le logo de la Police nationale.

Mi-2021, c'est le Renault Grand Scénic IV qui remporte le deuxième appel d'offres.

Capot avec le logo.
Côtés avec le logo et les flèches.

### Véhicules de patrouille
| Véhicule                          | Image | Notes | Service |
| --------------------------------- | ----- | --- | ------- |
| Peugeot 5008 II (phase 1)         |       | En finition Active Business équipé du bloc 1,2 L PureTech de 130 ch. | 2021 -  |
| Peugeot 5008 II (phase 2)         |       | Existe également en blanc ou en noir, notamment en Nouvelle-Calédonie. | 2022 -  |
| Renault Grand Scénic IV (phase 1) |       | Équipé du moteur essence 1,3 L TCe de 140 ch. Le gris que comporte sa sérigraphie est légèrement plus clair que celui présent sur le Peugeot 5008.                               | 2022 -  |
| Peugeot 3008 II Hybrid (phase 2)  |       | Ce véhicule est le premier véhicule de patrouille « hybride » de la Police Nationale. Il est équipé d'un moteur de 1.6 l PureTech de 180 ch et d'un moteur électrique de 110 ch. | 2022 -  |
| Dacia Duster II (phase 2)         |       | Équipé d'un moteur de 130 ch. Existe également en noir pour certains services.                                                                                                   | 2022 -  |
| Renault Mégane IV (phase 2)       |       | Équipés d'un moteur essence de 160 ch, ces véhicules sont majoritairement distribués aux Compagnies Républicaines de Sécurité Autoroutières (CRS-A).                             | 2023 -  |
| Volkswagen e-Golf                 |       | Uniquement dédié à la préfecture de police de Paris, ce modèle reprend la sérigraphie historique noire et blanche, dite « pie ».                                                 | 2020 -  |
| Volkswagen Sharan II (phase 1)    |       | En version « pie », uniquement pour la préfecture de police de Paris. | 2020 -  |
| Volkswagen ID.3                   |       | En version « pie », uniquement pour la préfecture de police de Paris. | 2021 -  |
| Polaris SSV Ranger                |       | Deux exemplaires existants. Ces véhicules servent principalement à la surveillance du littoral.                                                                                  | 2022 -  |
| Nissan Qashqai III                |       | Exemplaires existants en Nouvelle-Calédonie. |         |
| Ford Ranger III                   |       | Principalement utilisés sur des terrains difficiles, certains sont affectés au STPAF.                                                                                            | 2021-   |

### Fourgons et utilitaires
| Véhicule                            | Image | Notes |        |
| ----------------------------------- | ----- | --- | ------ |
| Fiat Ducato III (phase 2)           |       | | 2022 - |
| Peugeot Rifter (phase 1)            |       | Ici, équipé en "Haute Visibilité" (bandes réfléchissantes jaune/rouge). | 2023 - |
| Peugeot Expert III (phase 1)        |       | Équipé de buttées en pare-buffle à l'avant du véhicule. | 2022 - |
| Peugeot Expert III (phase 1)        |       | Ici, en version « CRS-Autoroutière », disposant d'une flèche lumineuse à l'arrière ainsi que de butées en pare-buffle. La sérigraphie appliquée ici est « haute visibilité » (bandes jaune/rouge). | 2022 - |
| Renault Master IV (phase 3)         |       | | 2023 - |
| Mercedes-Benz Sprinter II (phase 2) |       | TPI de la Préfecture de Police de Paris | 2021 - |